# Пэнъань
Пэнъа́нь (кит. упр. 蓬安, пиньинь Péng'ān) — уезд городского округа Наньчун провинции Сычуань (КНР).

## История
При империи Северная Чжоу была образована область Пэнчжоу (蓬州). При империи Цин с 1650 года в её подчинении не осталось уездов, и она стала «безуездной областью».
Когда после Синьхайской революции образовалась Китайская республика, то была проведена реформа структуры административного деления, в ходе которой области были упразднены, и в 1913 году область Пэнчжоу была преобразована в уезд Пэнъань.
В 1950 году был создан Специальный район Наньчун (南充专区), и уезд Пэнъань перешёл в его подчинение. В 1970 году Специальный район Наньчун был переименован в Округ Наньчун (南充地区). В 1993 году постановлением Госсовета КНР округ Наньчун был преобразован в городской округ Наньчун.

## Административное деление
Уезд Пэнъань делится на 15 посёлков и 24 волости.